# Tipula kumpa
Tipula kumpa är en tvåvingeart som beskrevs av Alexander 1961. Tipula kumpa ingår i släktet Tipula och familjen storharkrankar. Inga underarter finns listade i Catalogue of Life.